# Myrtoideae
Myrtoideae, biljna potporodica, dio porodice mirtovki. Sastoji se od 15 tribusa unutar kojih je najznačajniji rod mirta (Myrtus).

## Tribusi
1. Subfamilia Myrtoideae Sweet
  1. Tribus Eucalypteae Peter G. Wilson
    1. Arillastrum Pancher ex Brongn. & Gris (1 sp.)
    2. Corymbia K.D.Hill & L.A.S.Johnson (91 spp.)
    3. Angophora Cav. (14 spp.)
    4. Allosyncarpia S.T.Blake (1 sp.)
    5. Eucalyptopsis C.T.White (2 spp.)
    6. Stockwellia D.J.Carr, S.G.M.Carr & B.Hyland (1 sp.)
    7. Eucalyptus L´Hér. (789 spp.)

  2. Tribus Leptospermeae DC.
    1. Homalospermum Schauer (1 sp.)
    2. Kunzea Rchb. (60 spp.)
    3. Asteromyrtus Schauer (7 spp.)
    4. Pericalymma (Engl.) Endl. (4 spp.)
    5. Agonis (DC.) Sweet (5 spp.)
    6. Taxandria (Benth.) J.R.Wheeler & N.G.Marchant (11 spp.)
    7. Neofabricia Joy Thomps. (3 spp.)
    8. Leptospermum J.R.Forst. & G.Forst. (87 spp.)

  3. Tribus Chamelaucieae DC.
    1. Subtribus Stenostegiinae Rye & Peter G. Wilson
      1. Stenostegia A. R. Bean (1 sp.)

    2. Subtribus Rinziinae Rye & Peter G. Wilson
      1. Rinzia Schauer (20 spp.)
      2. Enekbatus Trudgen & Rye (10 spp.)

    3. Subtribus Ochrospermatinae Rye & Peter G. Wilson
      1. Ochrosperma Trudgen (6 spp.)

    4. Subtribus neopisan
      1. Triplarina Raf. (7 spp.)
      2. Astus Trudgen & Rye (4 spp.)

    5. Subtribus Thryptomeninae Benth. & Hook. f.
      1. Aluta Rye & Trudgen (5 spp.)
      2. Thryptomene Endl. (48 spp.)

    6. Subtribus Calytricinae Benth.
      1. Homalocalyx F. Muell. (11 spp.)
      2. Calytrix Labill. (91 spp.)

    7. Subtribus Micromyrtinae Rye & Peter G.Wilson
      1. Micromyrtus Benth. (51 spp.)

    8. Subtribus Chamelauciinae Rye & Peter G.Wilson
      1. Pileanthus Labill. (8 spp.)
      2. Chamelaucium Desf. (21 spp.)
      3. Homoranthus A.Cunn. ex Schauer (32 spp.)
      4. Verticordia DC. (102 spp.)
      5. Actinodium Schauer ex Schltdl. (1 sp.)
      6. Darwinia Rudge (53 spp.)

    9. Subtribus neopisan
      1. Euryomyrtus Schauer (7 spp.)

    10. Subtribus Astarteinae Rye & Peter G.Wilson
      1. Seorsus Rye & Trudgen (4 spp.)
      2. Astartea DC. (19 spp.)
      3. Cyathostemon Turcz. (7 spp.)
      4. Hypocalymma (Endl.) Endl. (28 spp.)

    11. Subtribus Baeckeinae Benth.
      1. Balaustion Hook. (18 spp.)
      2. Cheyniana Rye (2 spp.)
      3. Kardomia Peter G. Wilson (6 spp.)
      4. Sannantha Peter G. Wilson (16 spp.)
      5. Ericomyrtus Turcz. (4 spp.)
      6. Baeckea L. (24 spp.)
      7. Austrobaeckea Rye (8 spp.)
      8. Oxymyrrhine Schauer (4 spp.)
      9. Hysterobaeckea (Nied.) Rye (11 spp.)
      10. Malleostemon J. W. Green (14 spp.)
      11. Harmogia Schauer (1 sp.)
      12. Scholtzia Schauer (38 spp.)
      13. Babingtonia Lindl. (12 spp.)
      14. Anticoryne Turcz. (2 spp.)

  4. Tribus Backhousieae Peter G. Wilson
    1. Backhousia Hook. & Harv. (13 spp.)

  5. Tribus Syncarpieae Peter G. Wilson
    1. Syncarpia Ten. (3 spp.)

  6. Tribus Lindsayomyrteae Peter G.Wilson
    1. Lindsayomyrtus B. Hyland & Steenis (1 sp.)

  7. Tribus Melaleuceae Burnett
    1. Callistemon R. Br. (46 spp.)
    2. Melaleuca L. (354 spp.)

  8. Tribus Osbornieae Peter G.Wilson
    1. Osbornia F. Muell. (1 sp.)

  9. Tribus Lophostemoneae Peter G.Wilson
    1. Kjellbergiodendron Burret (1 sp.)
    2. Whiteodendron Steenis (1 sp.)
    3. Lophostemon Schott (4 spp.)
    4. Welchiodendron Paul G.Wilson & J.T.Waterh. (1 sp.)

  10. Tribus Xanthostemoneae Peter G. Wilson
    1. Purpureostemon Gugerli (1 sp.)
    2. Pleurocalyptus Brongn. & Gris (2 spp.)
    3. Xanthostemon F. Muell. (45 spp.)

  11. Tribus Metrosidereae Peter G. Wilson
    1. Tepualia Griseb. (1 sp.)
    2. Metrosideros Banks ex Gaertn. (57 spp.)

  12. Tribus Kanieae Engl.
    1. Kania Schltr. (6 spp.)

  13. Tribus Cloezieae Peter G. Wilson
    1. Cloezia Brongn. & Gris (5 spp.)

  14. Tribus Xanthomyrteae Peter G. Wilson
    1. Xanthomyrtus Diels (24 spp.)

  15. Tribus Tristanieae Peter G. Wilson
    1. Tristania R. Br. (1 sp.)
    2. Thaleropia Peter G. Wilson (3 spp.)

  16. Tribus Tristaniopsideae Peter G.Wilson
    1. Lysicarpus F. Muell. (1 sp.)
    2. Tristaniopsis Brongn. & Gris (44 spp.)
    3. Barongia Peter G.Wilson & B.Hyland (1 sp.)
    4. Mitrantia Peter G.Wilson & B.Hyland (1 sp.)
    5. Ristantia Paul G.Wilson & J.T.Waterh. (3 spp.)
    6. Sphaerantia Peter G.Wilson & B.Hyland (2 spp.)
    7. Basisperma C.T.White (1 sp.)

  17. Tribus Syzygieae Peter G.Wilson
    1. Syzygium Gaertn. (1257 spp.)

  18. Tribus Myrteae DC.
    1. Subtribus neopisan
      1. Archirhodomyrtus (Nied.) Burret (5 spp.)

    2. Subtribus Decasperminae E. Lucas & T. Vasc.
      1. Myrtella F. Muell. (2 spp.)
      2. Lithomyrtus F. Muell. (11 spp.)
      3. Austromyrtus (Nied.) Burret (5 spp.)
      4. Uromyrtus Burret (22 spp.)
      5. Rhodamnia Jack (40 spp.)
      6. Gossia N. Snow & Guymer (47 spp.)
      7. Pilidiostigma Burret (6 spp.)
      8. Decaspermum J.R.Forst. & G.Forst. (34 spp.)
      9. Kanakomyrtus N. Snow (6 spp.)
      10. Octamyrtus Diels (5 spp.)
      11. Rhodomyrtus (DC.) Rchb. (22 spp.)

    3. Subtribus neopisan
      1. Myrtastrum Burret (1 sp.)

    4. Subtribus Myrtinae Nied.
      1. Accara Landrum (1 sp.)
      2. Calycolpus O. Berg (16 spp.)
      3. Chamguava Landrum (3 spp.)
      4. Myrtus L. (2 spp.)

    5. Subtribus Ugninae E. Lucas & T. Vasc.
      1. Ugni Turcz. (4 spp.)
      2. Myrteola O. Berg (3 spp.)

    6. Subtribus neopisan
      1. Amomyrtus (Burret) D. Legrand & Kausel (2 spp.)
      2. Lenwebbia N. Snow & Guymer (2 spp.)
      3. Lophomyrtus Burret (2 spp.)
      4. Neomyrtus Burret (1 sp.)

    7. Subtribus Luminae E. Lucas & T. Vasc.
      1. Myrceugenia O. Berg (46 spp.)
      2. Luma A. Gray (2 spp.)
      3. Nothomyrcia Kausel (1 sp.)

    8. Subtribus Pimentinae O. Berg
      1. Amomyrtella Kausel (2 spp.)
      2. Legrandia Kausel (1 sp.)
      3. Mosiera Small (33 spp.)
      4. Pimenta Lindl. (21 spp.)
      5. Curitiba Salywon & Landrum (1 sp.)
      6. Feijoa O. Berg (1 sp.)
      7. Acca O. Berg (2 spp.)
      8. Psidium L. (117 spp.)
      9. Campomanesia Ruiz & Pav. (42 spp.)
      10. Myrrhinium Schott (1 sp.)

    9. Subtribus Eugeniinae O. Berg.
      1. Myrcianthes O. Berg (40 spp.)
      2. Eugenia L. (1262 spp.)
      3. Calycorectes O. Berg (29 spp.)
      4. Calyptrogenia Burret (2 spp.)
      5. Stereocaryum Burret (2 spp.)
      6. Pseudanamomis Kausel (1 sp.)

    10. Subtribus Blepharocalycinae E. Lucas & T. Vasc.
      1. Blepharocalyx O. Berg (4 spp.)

    11. Subtribus Pliniinae E. Lucas & T. Vasc.
      1. Plinia Plum. ex L. (80 spp.)
      2. Myrciaria O. Berg (34 spp.)
      3. Neomitranthes D. Legrand (15 spp.)
      4. Siphoneugena O. Berg (12 spp.)

    12. Subtribus Myrciinae O. Berg
      1. Algrizea Proença & NicLugh. (2 spp.)
      2. Myrcia DC. ex Guill. (864 spp.)
      3. Marlierea auct. (14 spp.)
      4. Calyptranthes Sw. (28 spp.)